# Ranitomeya claudiae
Ranitomeya claudiae är en groddjursart som först beskrevs av Jungfer, Lötters och Dirk Jörgens 2000.  Ranitomeya claudiae ingår i släktet Ranitomeya och familjen pilgiftsgrodor. IUCN kategoriserar arten globalt som otillräckligt studerad. Inga underarter finns listade i Catalogue of Life.